# Siemer Oppermann
Siemer Oppermann (* 3. September 1934 in Oyle; † 20. März 2023) war ein deutscher Klassischer Philologe, Archäologe und Hochschullehrer.

## Leben
Siemer Oppermann studierte in Tübingen, Hamburg und Göttingen und wurde dort 1963 promoviert. 1964 wurde er Assistent von Walter Hatto Gross an der neu eingerichteten Professur für Klassische Archäologie an der Universität Gießen und lehrte dort bis zu seinem Ruhestand 1999, zuletzt als Akademischer Direktor. Er unterrichtete dort Neugriechisch („Leiter der Neugriechischen Abteilung“).
Er publizierte kaum wissenschaftliche Beiträge, darunter Artikel für den Kleinen Pauly , wohl aber einige Beiträge für ein breiteres Publikum und einen Reiseführer. Er war langjähriger Präsident der Deutsch-Griechischen Gesellschaft Gießen.
1953 wurde er Mitglied der SPD, von 1981 bis 1985 war er Ortsvereinsvorstand in Allendorf/Lahn. 1979–1981, 1992–1993 und 1994–1997 war er Mitglied im Ortsbeirat von Allendorf, 1984 bis 1989 Stadtverordneter von Gießen.
Er war verheiratet mit Margarete, geborene von Schmoller (* 1938), Tochter des Diplomaten Gustav von Schmoller.

## Veröffentlichungen
- Themistios. I. Eis ton autu patera, II. Basanistēs e philosophos (20. und 21. Rede). Überlieferung, Text und Übersetzung. Dissertation, Universität Göttingen 1963.
- Die Mani und ihre byzantinischen Kirchen. In: Gießener Universitätsblätter 32, 1970, S. 65–81 (Digitalisat).
- Der griechische Freiheitskampf von 1821. In: Gießener Universitätsblätter 5, 1, 1971, S. 37–72 (Digitalisat).
- Pyramiden in Griechenland. In: Antike Welt Bd. 2, Nr. 1, 1971, S. 45–52.
- (Hrsg.): Hellas ewig unsre Liebe. Freundesgabe für Willy Zschietzschmann zu seinem 75. Geburtstag 15. Februar 1975. Gahig-Druck, Gießen 1975.
- Bedeutende historische Funde auf Kloster Arnsburg. In: JLU-Forum Heft 89, 1980, S. 10–11.
- Grabungsbericht und Baugeschichte der Allerheiligenkapelle. In: Mitteilungen des Oberhessischen Geschichtsvereins NF 67, 1982, S. 95–108 (Digitalisat).
- „Großstadtpflanzen“. Vom Leben einfacher Menschen in antiken Großstädten. In: Der Mensch in seiner Umwelt (= Humanistische Bildung 6). Stuttgart 1983, S. 1–46.
- Ein Rechtecktuch – sonst nichts. Die Kleidung der Griechen. In: Geschichte lernen 3, 1990, Heft 16, S. 29–31.
- So nah ist die Antike. In: Mitteilungen des Oberhessischen Geschichtsvereins Gießen 77, 1992, S. 515–530 (Digitalisat).
- Peloponnes. Artemis und Winkler, München / Zürich 1993, ISBN 978-3-7608-0821-5.
- Pyramiden auf der Peloponnes. Beobachtungen zu einem seltenen Bautyp in Griechenland. In: Philia 2, 1997, S. 19–27.